# Eustachius Grasmann
Eustachius Grasmann (* 19. Februar 1856 in Inning am Ammersee; † 8. Juni 1935 in München) war ein deutscher Forstwissenschaftler. Als ausländischer Experte (o-yatoi gaikokujin) arbeitete er von 1887 bis 1895 als Professor an der Land- und Forstwirtschaftsschule Tokio, der späteren landwirtschaftlichen Fakultät der Universität Tokio. Er war der erste deutsche Forstwissenschaftler in Japan und gilt als Wegbereiter der modernen japanischen Forstpolitik und Forstwirtschaft.

## Leben
Eustachius Grasmann war der Sohn des Revierförsters Karl Grasmann (1823–1889) und dessen Frau Josefa geb. Zintner (1832–1894). Er besuchte die Klosterschule in Metten und studierte 1875 bis 1878 Forstwissenschaften an der Centralforstlehranstalt für das Königreich Bayern in Aschaffenburg sowie an der Ludwig-Maximilians-Universität in München. Nach seiner Promotion mit der Inauguraldissertation Beitrag zur Lehre vom Lichtungszuwachs im Besonderen bei Fichte, Kiefer und Tanne blieb er bis 1887 als wissenschaftlicher Assistent an der Universität. Er unterbrach diese Tätigkeit 1882/83, um für die Erzherzogin Marie Therese von Österreich-Este auf deren Waldgütern in Mähren und Ungarn zu arbeiten.
1887 wurde er von der japanischen Regierung zum Professor an der Land- und Forstwirtschaftsschule Tokio berufen. Am 11. November 1887 trat er sein auf drei Jahre befristetes Amt an. Er hielt Vorlesungen über Forstpolitik und forstliche Betriebswirtschaftslehre und war als Berater in verschiedenen Präfekturen tätig. Seine Reformpläne für die Forstkultur erwiesen sich für die japanische Forstwirtschaft als überaus bedeutend. Nach mehrfacher Verlängerung seines Vertrags kehrte er 1895 nach Deutschland zurück und trat in die Bayerische Forstverwaltung ein. 1922 schied er als Regierungsdirektor aus dem Dienst, war aber weiter als forstwirtschaftlicher Berater und Gutachter des Bayerischen Königshauses tätig. Grasmann starb 1935 und wurde auf dem Bogenhausener Friedhof in München bestattet.

## Familiäres
Eustachius Grasmann heiratete 1887 Anna Henle (1867–1948), die Tochter der Regierungsdirektors bei der Bayerischen Staatsbahn Jakob Ritter von Henle (1826–1905). Die zwei Söhne des Paars wurden in Japan geboren. Karl Grasmann (1888–1964) wurde Chefarzt der chirurgisch-gynäkologischen Abteilung des Krankenhauses rechts der Isar in München. Sein Bruder Max Grasmann (1889–1977) wurde Präsident der Landeszentralbank von Bayern und war von 1962 bis 1963 Präsident des Goethe-Instituts.

## Werke (Auswahl)
- Beitrag zur Lehre vom Lichtungszuwachs im Besonderen bei Fichte, Kiefer und Tanne, Inauguraldissertation, 1878.
- Forstliche Exkursionen in die Kisogwaldungen, Provinz Shinano. In: Mitteilungen der Deutschen Gesellschaft für Natur- und Völkerkunde Ostasiens. Band 5, Nr. 46, 1891, S. 249–276.
- Der Kampferbaum. In: Mitteilungen der Deutschen Gesellschaft für Natur- und Völkerkunde Ostasiens. Band 6, Nr. 56, 1895, S. 277–315.